# Haneyuri
Haneyuri (はねゆり) est une actrice, chanteuse et mannequin japonaise née le 18 septembre 1989 dans la préfecture d'Aichi (Japon).
Elle était la chanteuse du groupe Poprock, Bye Bye Boy.

## Biographie
Elle a fréquenté l'université de Nagoya.

## Filmographie[1]
- 2007 : White Mexico
- 2008 : The Cherry Orchard, Sakura no sono
- 2011 : Avatar, Abataa

## Télévision[2]

### Dramas
- 2007 : Shūkan Akagawa Jirō
- 2009 : Love Call Center / Call Center no Koibito
- 2010 : Moyashimon
- 2010 : Keishicho Sosa Ikka 9 Gakari, Saison 5 (Épisode 8)
- 2012 : Answer ~ Keishicho Kensho Sosakan (Épisode 7)
- 2012 : Iryu Sosa 2 (Épisode 3)